# Ordnance Survey Ireland
Pour les articles homonymes, voir Ordnance Survey et OSI.
L’Ordnance Survey Ireland (OSI) (en gaélique Suirbhéireacht Ordanáis na hÉireann) est l’agence gouvernementale de cartographie de l'Irlande. Il est l’équivalent de l’IGN français.

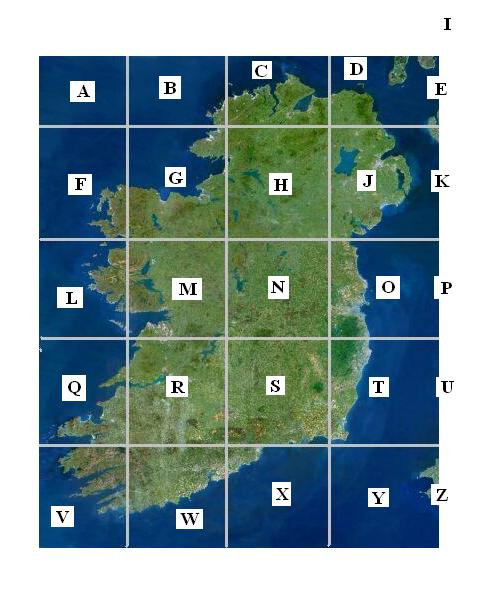
La Grille OSI

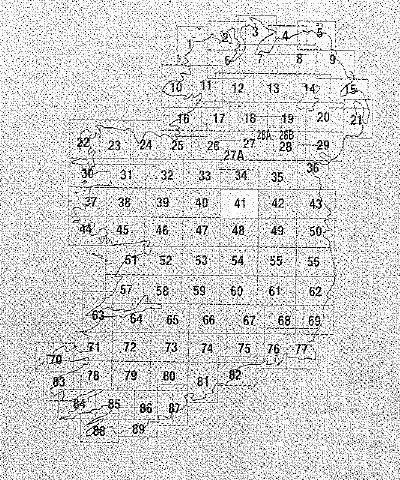
Grille de cartographie de l’Irlande

Cet organisme a pris la succession en 1922 de la division irlandaise de l’Ordnance Survey du Royaume-Uni qui existait depuis 1824. Tout son travail prend sa source dans les différentes missions menées entre 1815 et 1845 par des officiers anglais du Royal Engineers et par des membres du service des Mines qui ont à ce moment-là rédigé un ensemble de 6 cartes d’une précision jamais atteinte sur l’île.
En collaboration avec son alter ego en Irlande du Nord, cet organisme est destiné à cartographier à différentes échelles l’ensemble de l’île d’Irlande.

## Cartographie
L’Irlande (comme le Royaume-Uni) n’utilise généralement pas les latitudes et les longitudes pour décrire un lieu qui se trouve sur leur territoire national. Ils ont mis en place un système de référence. 
L’île d’Irlande est divisée en 20 cases de 100 km de côté, chacune identifiée par une lettre. 
Chaque case possède une graduation numérique en partant du coin sud ouest. Par exemple G0305 signifie Case G 3 km est, 5 km nord. 
Il existe également des tirages dit Discovery Series de l'OSI. L’île d’Irlande est ainsi divisée en cases de 30 km de côté, par 40 km en largeur, à l'échelle de 1:50 000 chacune identifiée par un numero (1 à 89). Voir plan, ref: No. 41 ~ Centre de Westmeath.